# Murrough O'Brien (1er comte de Thomond)
Murrough O'Brien 1er comte de Thomond (irlandais : Murchadh Ó Briain) (mort le 7 novembre 1551 est le dernier roi de Thomond de 1539 à 1543 et le premier comte de Thomond et Baron d'Inchiquin de 1543 à sa mort.

## Biographie
Murchadh Carrach Ó Briain, anglicisé en Murrough O'Brien est un membre de la noblesse irlandaise, il est le fils de  Turlough roi de Thomand et de sa seconde épouse Raghnait MacNamara, il est le frère de  Conchobhar mac Toirdhealbaig Ó Briain, qui succède à leur père comme roi de Thomond en 1528. À la mort de son frère en 1539 il écarte son neveu Donough et se proclame lui-même Roi de Thomond en s'appuyant sur les régles de la tanistrie.
Le conflit qui s'ensuit est réglé le 1er juillet 1543 lorsque dans le cadre du processus de Renonciation et restitution, O'Brien renonce à sa « royauté irlandaise » en faveur du roi Henri VIII et la même année est élevé dans la Pairie d'Irlande au titre de comte de Thomond, qui doit revenir à sa mort à son neveu Donough lui-même créé le même jour Baron Ibrackan. Murrough est également titré baron Inchiquin, titre transmissible à ses héritiers mâles. Les investiture de ces titres sont conditionnés à l'abandon des titres traditionnels irlandais à l'adoption des coutumes et lois anglaises, la promesse d'allégeance à la couronne anglaise, la renonciation aux dogmes de  l'Église catholique romaine et la conversion à l'Église anglicane. En août de la même année il est admis au Conseil privé.

## Union et postérité
Le comte de Thomond avait épousé Eléanor FitzGerald, fille de Thomas FitzGerald, chevalier de Glin dont il eut trois fils et quatre filles. Il meurt le 7 novembre 1551 et il a comme successeur dans son comté son neveu Donough selon les termes de l'accord conclu, cependant sa baronnie d'Inchiquin passe à son fils aîné Dermod. Un autre de ses fils Teige Mac Murrough O'Brien, devient High Sheriff de Thomond. Parmi ses fille, Lady Honora O'Brien épouse Sir Rory Gilla Duff O'Shaughnessy et Margaret O'Brien,Richard Sassanach Burke, mais elles sont contraintes de divorcer après que des accusations de pratiques de sorcellerie aient été proférées contre elles.

## Source de la traduction
- (en) Cet article est partiellement ou en totalité issu de l’article de Wikipédia en anglais intitulé « Murrough O'Brien, 1st Earl of Thomond » (voir la liste des auteurs).